# Joanna Olech

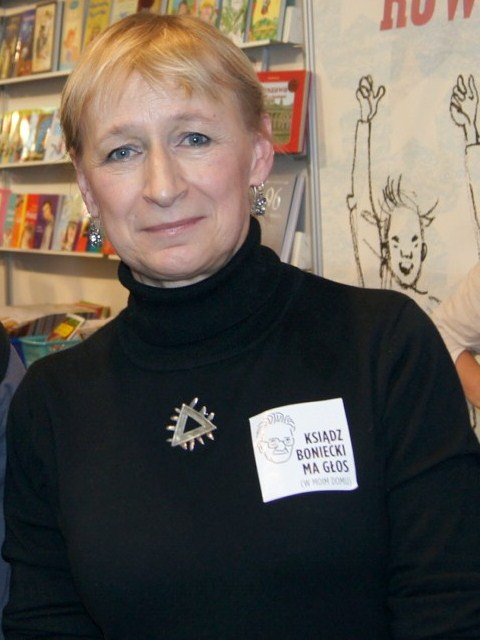
Joanna Olech (2011)

Joanna Olech, geb. Wunderlich (* 26. Dezember 1955 in Warschau) ist eine polnische Autorin von Kinder- und Jugendbüchern, Illustratorin und Literaturkritikerin. 

## Leben
Joanna Olech wurde 1955 als Tochter des Journalisten Jerzy Wunderlich (1930–2009) und der Redakteurin Janina Wunderlich, geb. Cembrzyńska, in Warschau geboren. Olech ist ausgebildete Grafikerin. Sie besuchte zunächst das Warschauer Kunst-Gymnasium Państwowe Liceum Sztuk Plastycznych und studierte dann Grafik an der Akademie der Bildenden Künste Warschau, wo sie unter anderem eine Schülerin des Grafikers und Illustrators Janusz Stanny (* 1932) war. Ihr Debüt als Autorin gab sie mit dem Kinderbuch Dynastia Miziołków. Es handelt auf humorvolle Weise von dem Alltag einer fünfköpfigen Familie und wird in Tagebuchform aus Sicht eines Sohns im Teenageralter erzählt. Der Roman erschien mit Illustrationen von Magda Jasny ab 1993 schrittweise in der Zeitschrift Świat Młodych. 1994 brachte das Egmont Verlagshaus ihn in Form mehrerer kleinformatiger Bücher heraus, dieses Mal mit Illustrationen von Olech selbst. 1995 wurde ihr Werk mit dem Literaturpreis Nagroda Literacka im. Kornela Makuszyńskiego ausgezeichnet. Es folgten mehrere weitere Ausgaben. 2002 veröffentlichte Olech die Fortsetzung Trudne słówka.
Sie ist Verfasserin von Artikeln zur Kinder- und Jugendliteratur in den Zeitungen Tygodnik Powszechny, Rzeczpospolita und Gazeta Wyborcza. Sie ist Mitglied der polnischen Sektion des International Board on Books for Young People (IBBY), 2007 war sie Mitglied des Vorstandes.
Olech war zunächst mit dem Grafiker Piotr Młodożeniec verheiratet, in zweiter Ehe mit dem Designer und Mathematiker Grzegorz Olech. Sie hat drei Kinder.

## Werke (Auswahl)
- Dynastia Miziołków. Egmont, Warschau 1994, ISBN  83-71230-60-5.
- Gdzie diabeł mówi: Do usług! Egmont, Warschau 1997, ISBN 83-71235-80-1.
- Czerwony Kapturek. Santorski, Warschau 2005, ISBN 83-89763-45-1.
- Gdzie diabeł mówi do usług.  Wydawnictwo Literatura, Łódź 2007, ISBN 978-83-60638-80-4.
- Pompon w rodzinie Fisiów. Wydawnictwo Znak, Krakau 2007.
- Trudne słówka. Niepoważny słowniczek rodziny Miziołków. Egmont, Warschau 2004, ISBN 83-237-1515-7.
- Pulpet i Prudencja, Smocze pogotowie przugodowe. Wydawnictwo Znak, Krakau 2010, ISBN 978-83-240-1366-1.
- Tarantula, Klops i Herkules. Wydawnictwo W.A.B., Warschau 2012, ISBN 978-83-774-7673-4.
- Tadek i spółka. Egmont, Warschau 2012, ISBN 978-83-237-5566-1.
- Tytus – superpies. Egmont, Warschau 2013, ISBN 978-83-237-6047-4.